# Entführungsfall ELN

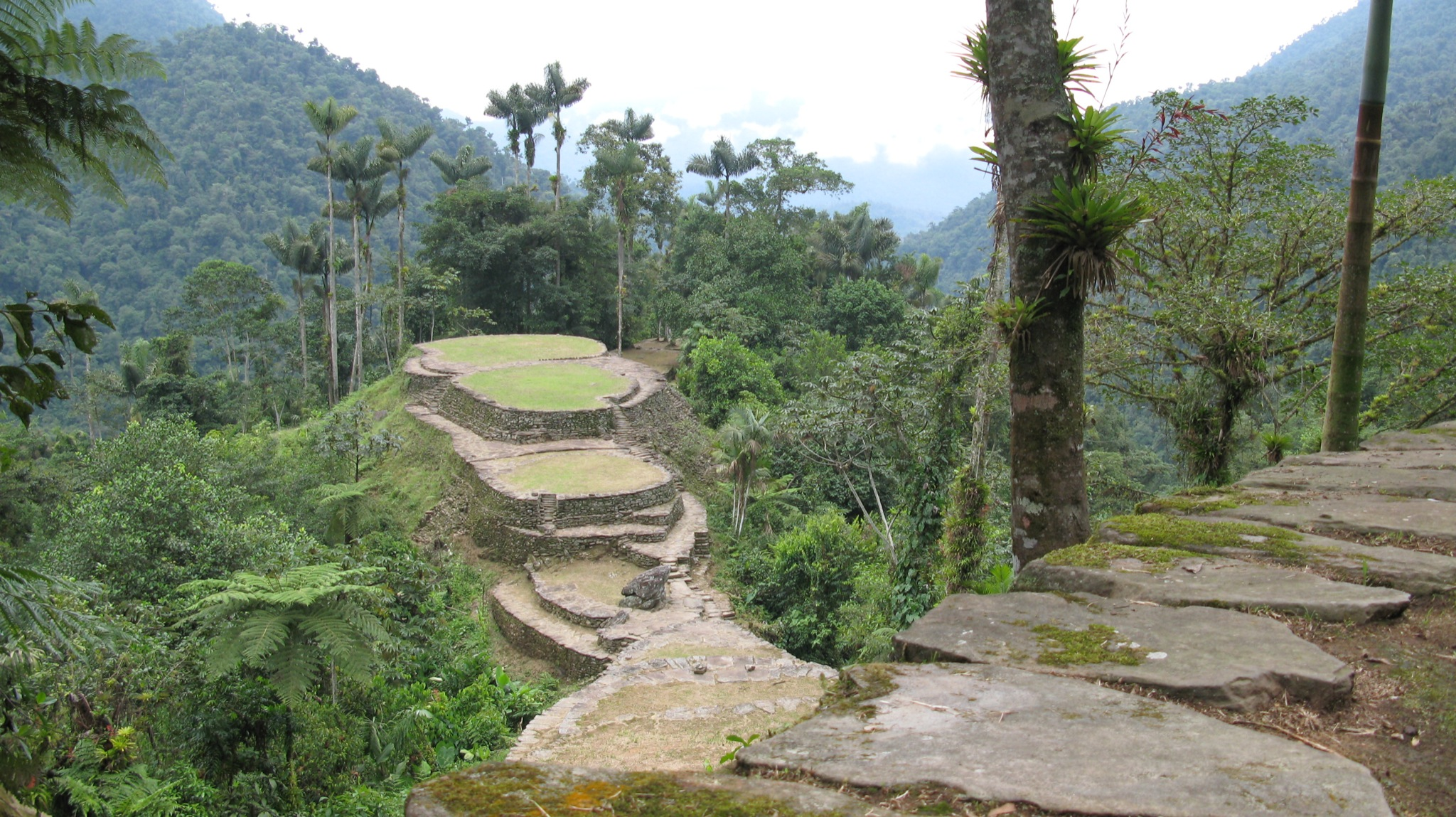
Ciudad Perdida in den Bergen der Sierra Nevada de Santa Marta

Der Entführungsfall ELN umfasst die nahe Ciudad Perdida (Kolumbien) erfolgte Geiselnahme von acht Touristen, darunter eine Deutsche, durch die Ejército de Liberación Nacional (ELN) im Jahr 2003. Aus juristischer Sicht ist der Fall von Bedeutung, weil erstmals eine deutsche Geisel höchstrichterlich verurteilt wurde, die Befreiungskosten zu erstatten.

## Ablauf
Die aus vier israelischen, zwei britischen, einem baskischen Touristen und der deutschen Reinhilt Weigel bestehende Gruppe besuchte im September 2003 die archäologische Stätte Ciudad Perdida im Norden Kolumbiens. Die Touristen wurden nahe Ciudad Perdida durch die kolumbianische Guerillagruppe Ejército de Liberación Nacional (ELN) entführt und in der unzugänglichen Gebirgsregion der Sierra Nevada de Santa Marta festgehalten. Ein Brite konnte früh fliehen. Auf Vermittlung des Internationalen Roten Kreuzes und des kolumbianischen Roten Kreuzes wurde Reinhilt Weigel nach 74 Tagen freigelassen, nachdem die Forderung der Entführer nach einer unabhängigen Untersuchung zur Menschenrechtslage der indigenen Völker in der Sierra Nevada de Santa Marta erfüllt worden war. Auf Vermittlung des Erzbischofs von Medellín Alberto Giraldo Jaramillo wurden auch die restlichen Geiseln nach 101 Tagen freigelassen.
Bei dieser Geiselnahme zeigten die israelischen Geiseln die Verhaltensweise der Nicht-Kooperation. Sie unternahmen einen Fluchtversuch, in der Hoffnung, dass dieser wie bei der ersten britischen Geisel direkt am Anfang der Geiselnahme ebenfalls glücken würde, der aber für sie fast tödlich endete und bei dem sie nahe dem Geiselbiwak wieder gefangen genommen wurden. Die britische und deutsche Geisel zeigten jeweils das Stockholm-Syndrom mit Kooperation gegenüber den Geiselnehmern. Die Geiseln zeigen bis heute psychische Nachwirkungen durch die Geiselnahme. Ihr Leiden, das ihrer Mitgefangenen und den Kampf ums Überleben hielt Reinhilt Weigel in einem Tagebuch fest. Über die Geiselnahme und die psychischen Reaktionen der Geiseln, auch nach der Freilassung, drehte die britische Geisel und Dokumentarfilmer Mark Henderson einen Film, in dem auch zwei der Geiselnehmer und Guerilla zu Wort kamen.

## Juristisches Nachspiel
Auf Grund der grundsätzlichen Gefahrenlage in Kolumbien und der Reisewarnung des Auswärtigen Amtes wurden Reinhilt Weigel nach dem Konsulargesetz die Kosten der Befreiung in Rechnung gestellt, insbesondere die Charterkosten für den Hubschrauber, der sie aus dem Dschungel ausgeflogen hatte. Weigel klagte dagegen. Das Bundesverwaltungsgericht verurteilte sie 2009 letztinstanzlich zur Zahlung von rund 13.000 Euro. Erstmals wurde damit eine Deutsche zur Zahlung der Befreiungskosten verurteilt. Auch in älteren Entführungsfällen wurden befreite deutsche Staatsbürger zwar unregelmäßig, aber wiederholt an den Befreiungskosten beteiligt.